# Donald Rope
Donald Stephen "Don" Rope, född 2 februari 1929 i Winnipeg, död 28 juli 2009 i Cambridge, var en kanadensisk ishockeyspelare.
Rope blev olympisk silvermedaljör i ishockey vid vinterspelen 1960 i Squaw Valley.